# Platychelus nitens
Platychelus nitens är en skalbaggsart som beskrevs av Blanchard 1850. Platychelus nitens ingår i släktet Platychelus och familjen Melolonthidae. Inga underarter finns listade i Catalogue of Life.